# Томсон, Алекс
Алекс Томсон (англ. Alex Thomson; 12 января 1929 — 14 июня 2007) — английский кинооператор.

## Биография
Родился 12 января 1929 года в Лондоне. Карьеру в кино начал в 1947 году, работая поначалу младшим помощником оператора. В 1967 году дебютировал как основной кинооператор на съемках фильма «Эрвинка». В 1982 году был номинирован на премию «Оскар» за лучшую операторскую работу в фильме «Экскалибур». С 1981 по 1982 год был президентом Британского общества кинооператоров. В 2002 году вышел на пенсию.
Умер 14 июня 2007 года в городе Чертси, Англия.

## Избранная фильмография
- 1981 — Экскалибур / Excalibur (реж. Джон Бурмен)
- 1983 — Эврика / Eureka (реж. Николас Роуг)
- 1983 — Крепость / The Keep (реж. Майкл Манн)
- 1984 — Электрические грёзы / Electric Dreams (реж. Стив Бэррон)
- 1985 — Год дракона / Year Of The Dragon (реж. Майкл Чимино)
- 1985 — Легенда / Legend (реж. Ридли Скотт)
- 1986 — Без компромиссов / Raw Deal (реж. Джон Ирвин)
- 1986 — Лабиринт / Labyrinth (реж. Джим Хенсон)
- 1986 — Дуэт для солиста / Duet For One (реж. Андрей Кончаловский)
- 1987 — Сицилиец / The Sicilian (реж. Майкл Чимино)
- 1988 — Высшие духи / High Spirits (реж. Нил Джордан)
- 1989 — Левиафан / Leviathan (реж. Джордж Косматос)
- 1990 — Мистер Судьба / Mr.Destiny (реж. Джеймс Орр)
- 1990 — Крылья славы / Wings Of Fame (реж. Отакар Воточек)
- 1992 — Чужой 3 / Alien 3 (реж. Дэвид Финчер)
- 1993 — Скалолаз / Cliffhanger (реж. Ренни Харлин)
- 1993 — Разрушитель / Demolition Man (реж. Марко Брамбилла)
- 1994 — Чёрный Красавец / Black Beauty (реж. Кэролайн Томпсон)
- 1995 — Алая буква / The Scarlet Letter (реж. Ролан Жоффе)
- 1996 — Приказано уничтожить / Executive Decision (реж. Стюарт Бэрд)
- 1996 — Гамлет / Hamlet (реж. Кеннет Брана)